# David Irons
David John Irons (Glasgow, 18 luglio 1961) è un allenatore di calcio ed ex calciatore scozzese, di ruolo centrocampista.

## Carriera
Dopo una lunga esperienza nell'Annan Athletic e nel Gretna, si è ritirato dal calcio giocato nel 2005 a causa di un infortunio.
Con il Gretna ha vinto la quarta divisione scozzese da calciatore e la seconda divisione scozzese da allenatore.

## Palmarès

### Calciatore
- Quarta divisione scozzese: 1

Gretna: 2004-2005

### Allenatore
- Seconda divisione scozzese: 1

Gretna: 2006-2007